# ヒーリングっど♥プリキュア Touch!!/ミラクルっと♥Link Ring!
「ヒーリングっど♥プリキュア Touch!!/ミラクルっと♥Link Ring!」（ヒーリングっどプリキュア タッチ!!/ミラクルっとリンクリング!）は、北川理恵/Machicoのシングル。2020年3月25日にマーベラスから発売された。

## 概要
朝日放送テレビ（ABCテレビ）・テレビ朝日系列で放送のテレビアニメ『ヒーリングっど♥プリキュア』の主題歌を収録したスプリット・シングル。オープニングテーマの「ヒーリングっど♥プリキュア Touch!!」は、『Go!プリンセスプリキュア』『魔法つかいプリキュア!』『スター☆トゥインクルプリキュア』の主題歌を始めとしてプリキュアシリーズの楽曲を担当してきた北川理恵が歌唱を担当する。前期エンディングテーマの「ミラクルっと♥Link Ring!」はアニメやゲームへの出演及び、主題歌を複数担当してきたMachicoが担当する。
前作同様DVD付属盤と通常盤の2種類が発売されており、DVD付属盤にはオープニングとエンディングのノンテロップムービーが収録されている。エンディング「ミラクルっと♥Link Ring!」の振り付けはCRE8BOYが担当している。また、初回限定封入特典として、いずれの盤にもジャケットサイズ・ステッカーが同梱される。CDジャケットには3人のプリキュアが描かれている。

## 収録曲
1. ヒーリングっど♥プリキュア Touch!!
歌：北川理恵
作詞：こだまさおり 作曲：高取ヒデアキ 編曲：籠島裕昌
  - 朝日放送テレビ・テレビ朝日系列テレビアニメ『ヒーリングっど♥プリキュア』オープニングテーマ
2. ミラクルっと♥Link Ring!
歌：Machico
作詞：eNu 作曲：大橋莉子 編曲：KOH
  - 朝日放送テレビ・テレビ朝日系列テレビアニメ『ヒーリングっど♥プリキュア』前期エンディングテーマ
3. ヒーリングっど♥プリキュア Touch!!（オリジナル・メロディー入り・カラオケ／オリジナル・カラオケ）
CD+DVD盤はオリジナル・メロディー入り・カラオケ、通常盤はオリジナル・カラオケという仕様になっている。
4. ミラクルっと♥Link Ring!（オリジナル・メロディー入り・カラオケ／オリジナル・カラオケ）
CD+DVD盤はオリジナル・メロディー入り・カラオケ、通常盤はオリジナル・カラオケという仕様になっている。

### DVD（CD+DVD盤のみ同梱）
1. オープニング「ヒーリングっど♥プリキュア Touch!!」ノンテロップ映像
2. エンディング「ミラクルっと♥Link Ring!」ノンテロップ映像

## カバーバージョン
「ヒーリングっど♥プリキュア Touch!!」は2020年7月22日に発売された「ヒーリングっど♥プリキュア キャラクターシングル 〜響き合う4つの声〜」にて、プリキュア役を演じた悠木碧（花寺のどか/キュアグレース役）、依田菜津（沢泉ちゆ/キュアフォンテーヌ役）、河野ひより（平光ひなた/キュアスパークル役）、三森すずこ（風鈴アスミ/キュアアース役）の4人による「Precure Quartet Ver.」としてカバーされている。
「ミラクルっと♥Link Ring!」は悠木碧が企画・原作・キャラクター原案を務める『YUKI×AOI キメラプロジェクト』の企画の一環として、悠木自らが演じるSundayによるカバーバージョンが同プロジェクトの公式YouTubeチャンネルにて公開されている。